# Youcef Douar
Youcef Douar (en arabe : يوسف دوار) est un footballeur algérien né le 15 septembre 1997 à Oran. Il évolue au poste de défenseur central au Paradou AC.

## Biographie

### En club
Il évolue en première division algérienne avec son club formateur, le Paradou AC .
Il participe à la Coupe de la confédération saison 2019-20 avec le Paradou. Il joue 8 matchs dans cette compétition africaine.

### En équipe nationale
Il participe avec l'équipe d'Algérie des moins de 23 ans au championnat d'Afrique du nord en 2018.